# Konarzynki
Konarzynki is een plaats in het Poolse district  Chojnicki, woiwodschap Pommeren. De plaats maakt deel uit van de gemeente Konarzyny en telt 300 inwoners.